# ساناآ

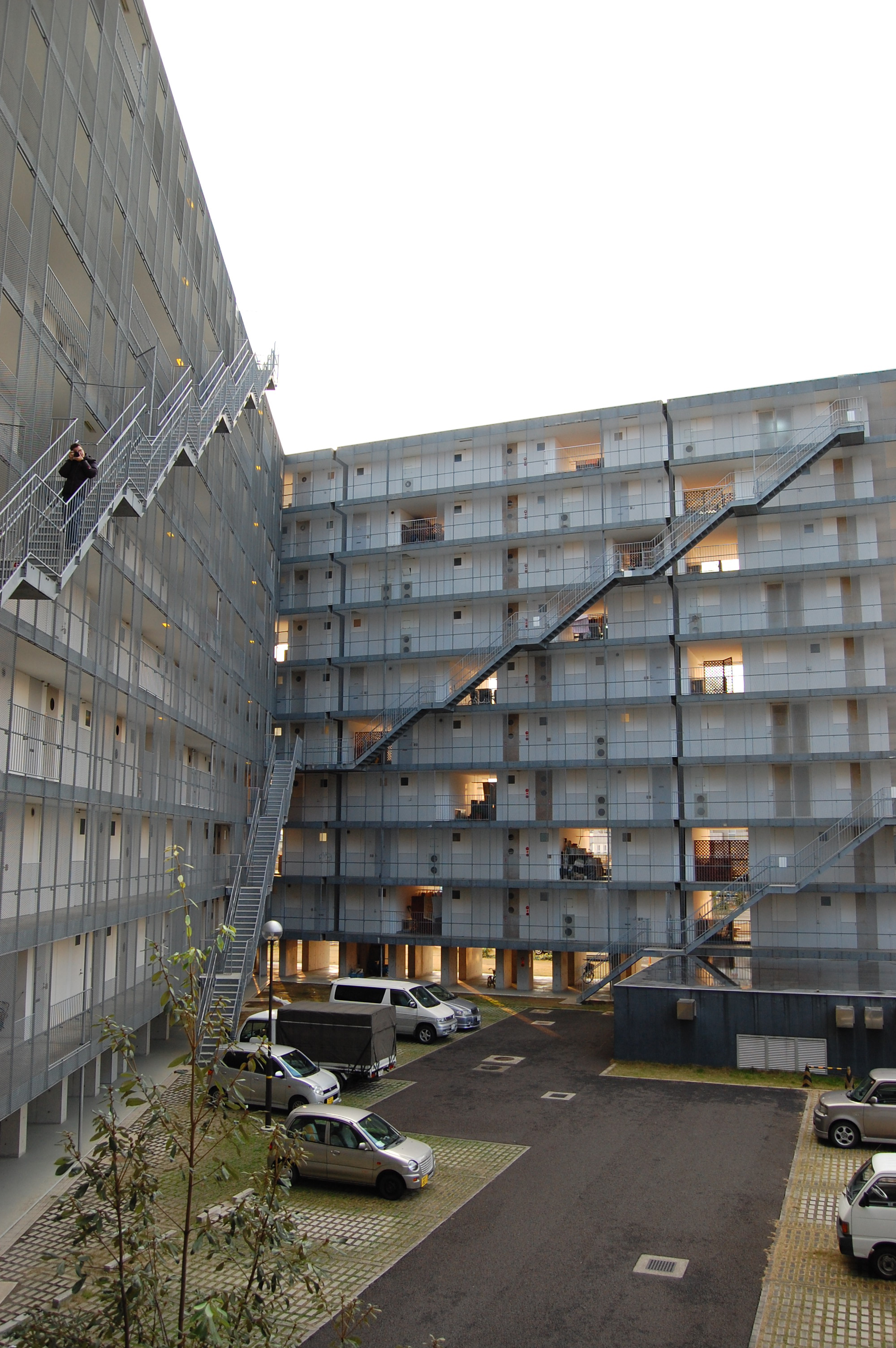
Kitagata پروژهٔ خانهٔ انبوه ساناآ

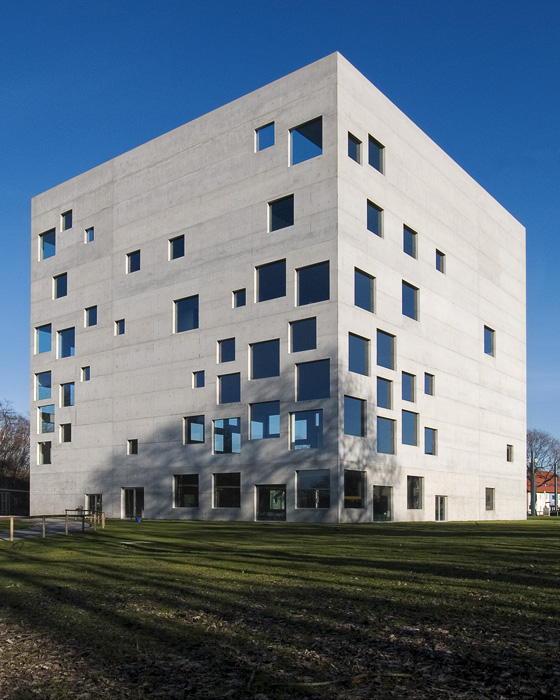
مدرسه زولورین، آلمان

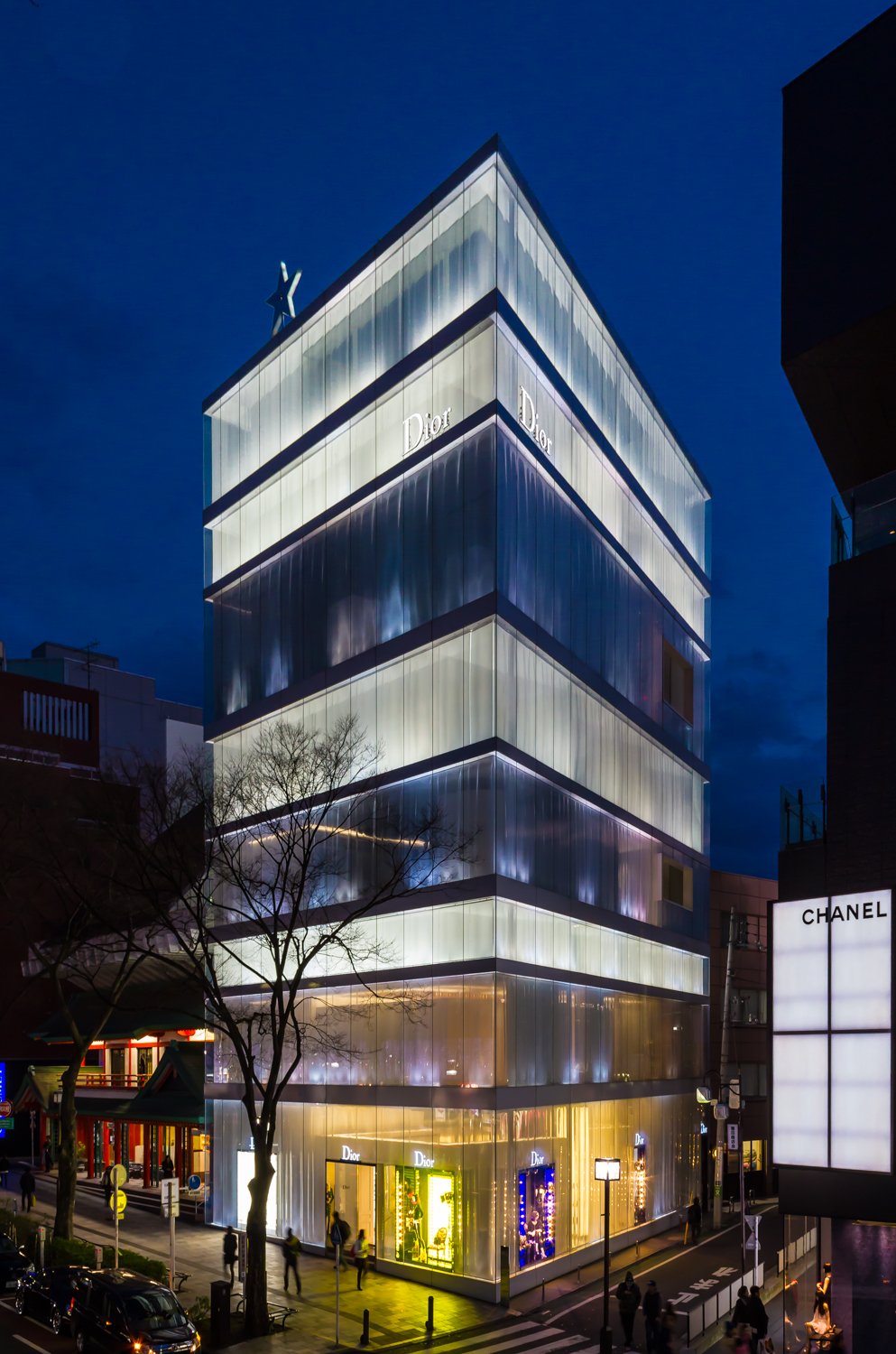
ساختمان کریستین دیور در توکیو

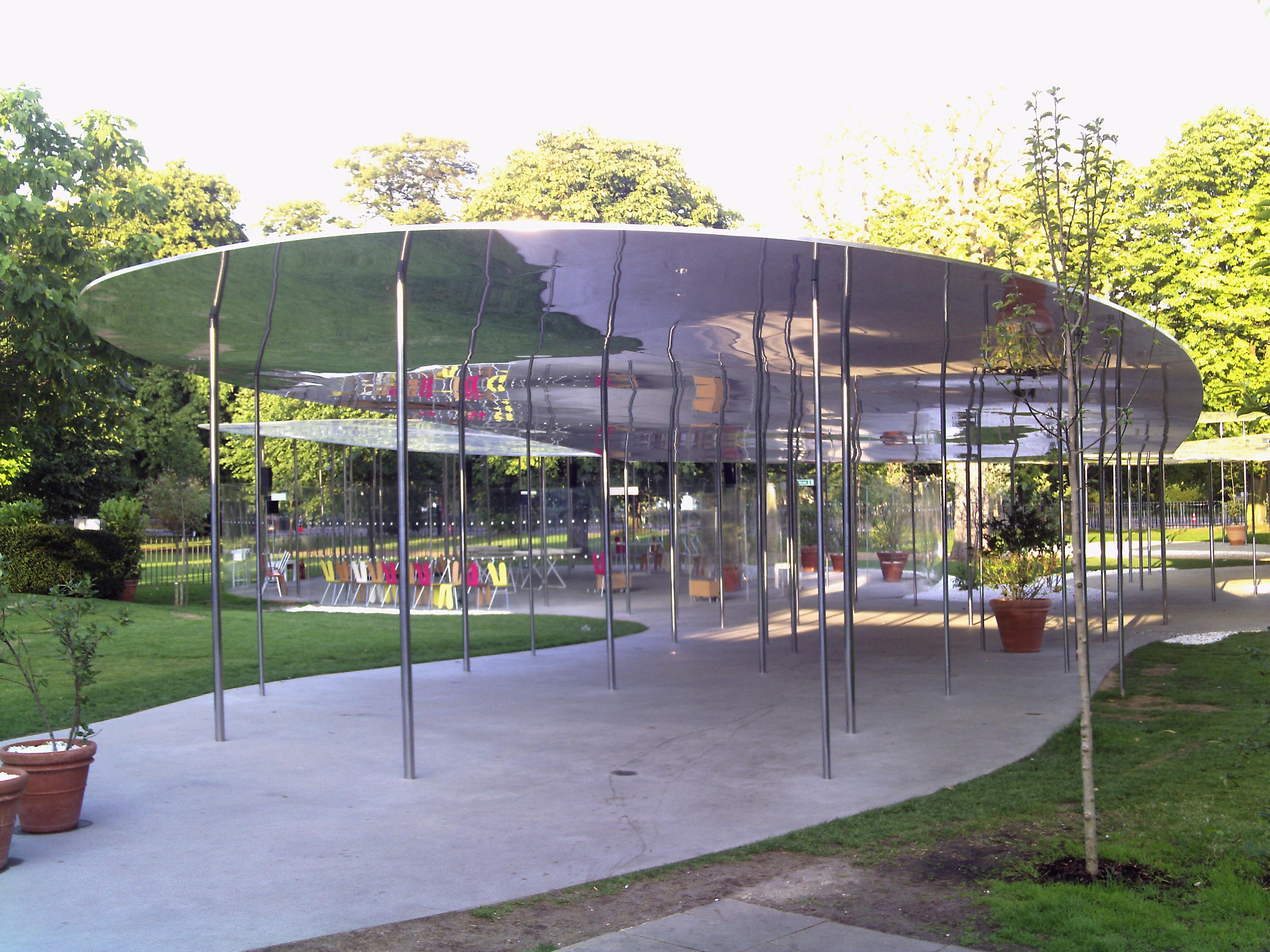
گالری مارگونه، ۲۰۰۹

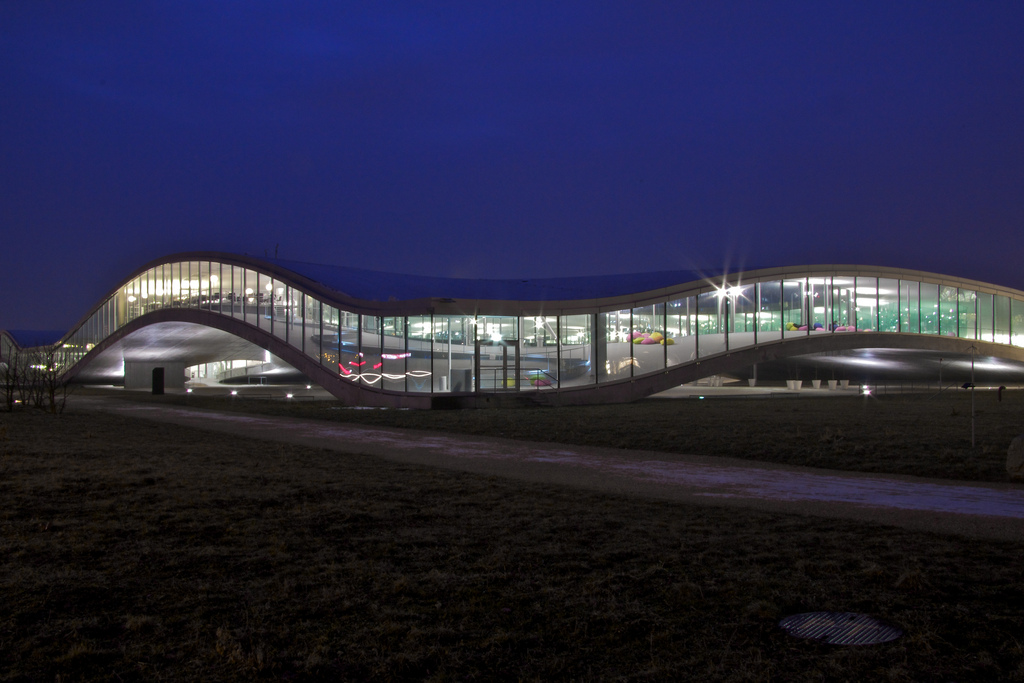
مرکز آموزش ای‌پی‌اف‌ال سوئیس

ساناآ (انگلیسی: SANAA، مخفف Sejima and Nishizawa and Associates، به معنای سجیما و نیشی‌زاوا و شرکا) یک دفتر معماری تحسین‌شده مستقر در توکیو ژاپن است. کازیو سجیما (۱۹۵۶–) و ریوئه نیشی‌زاوا (۱۹۶۶–) این دفتر را در سال ۱۹۹۵ تأسیس کردند. این دفتر در سال ۲۰۱۰ برندهٔ جایزه معماری پریتزکر، معتبرترین جایزهٔ معمای جهان شد. از آثار مطرح ایشان می‌توان به ساختمان کریستین دیور در توکیو، موزه هنرهای معاصر قرن بیست‌ویکم، کانازاوا ، غرفهٔ شیشه‌ای در موزهٔ هنرهای تولیدو، اوهایو و ساختمان مؤسسه فناوری فدرال زوریخ اشاره کرد.
کازیو سجیما، بعد از زاها حدید، دومین زن برندهٔ جایزهٔ پریتزکر است. نیشیزاوا نیز جوان‌ترین فردی است که تاکنون موفق به دریافت این جایزه شده‌است.